# Льодовикові покриви

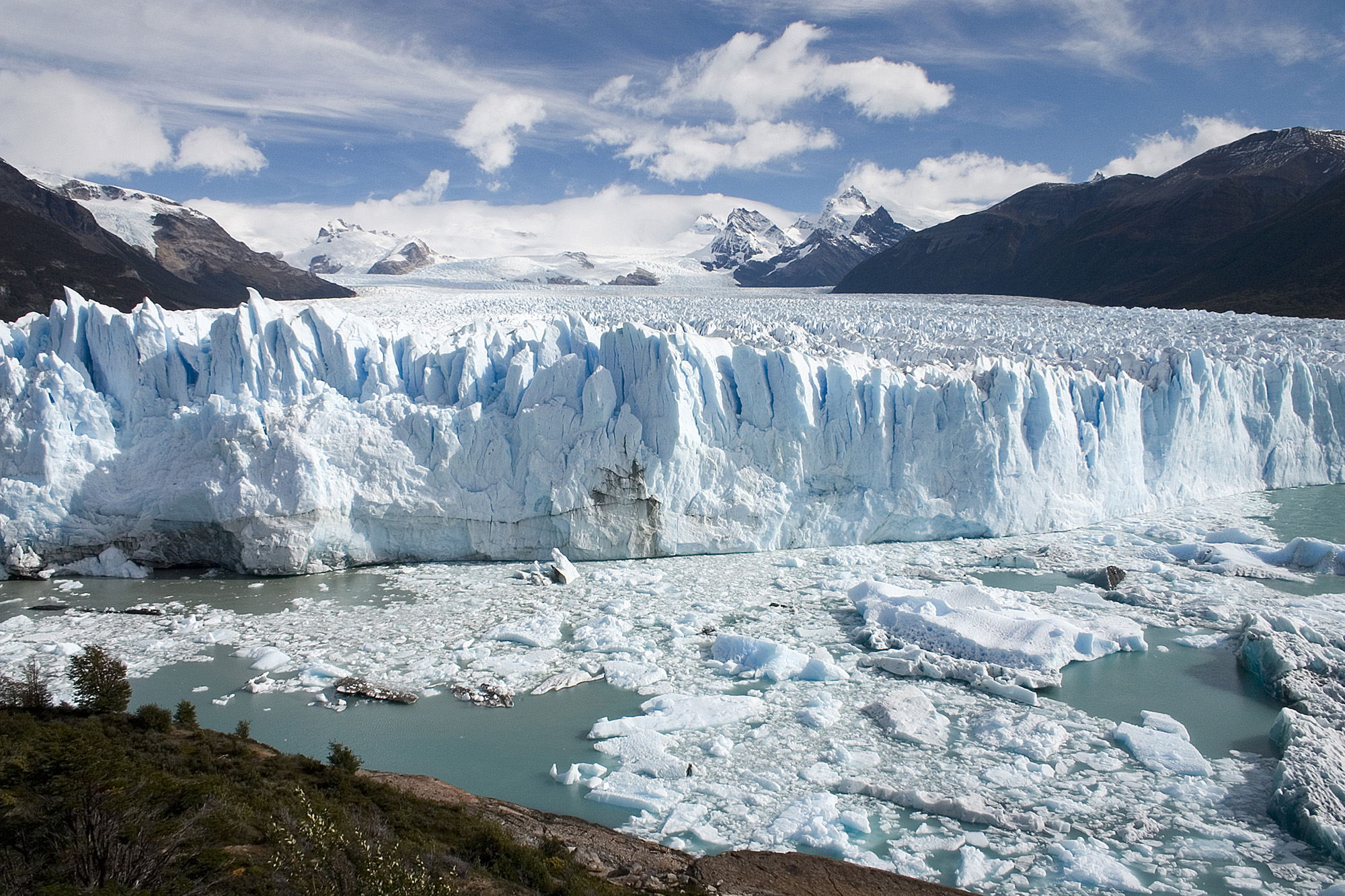
Льодовик Періто-Морено, Патагонія, Аргентина.

Льодовикові покриви (рос. ледниковые покровы, англ. ice sheets, continental ice sheets; нім. Kontinentalvereisungen f pl) – тип наземних льодовиків у вигляді суцільного крижаного щита потужністю до дек. км (понад 4 км в Антарктиці) і пл. млн км². 

## Льодовикові покриви Землі
Заг. площа Л.п. Землі становить 14,4 млн км². З них 85,3% припадає на Антарктиду, 12,1% складає покрив Ґренландії, 2,6% розподіляється між малими Л.п. Канадського арктичного архіпелагу, Ісландії, Шпіцберґена та ін. о-вів Арктичного басейну. Внаслідок загального потепління клімату в нашу епоху Л.п. скорочуються.